# Test Bechdelové

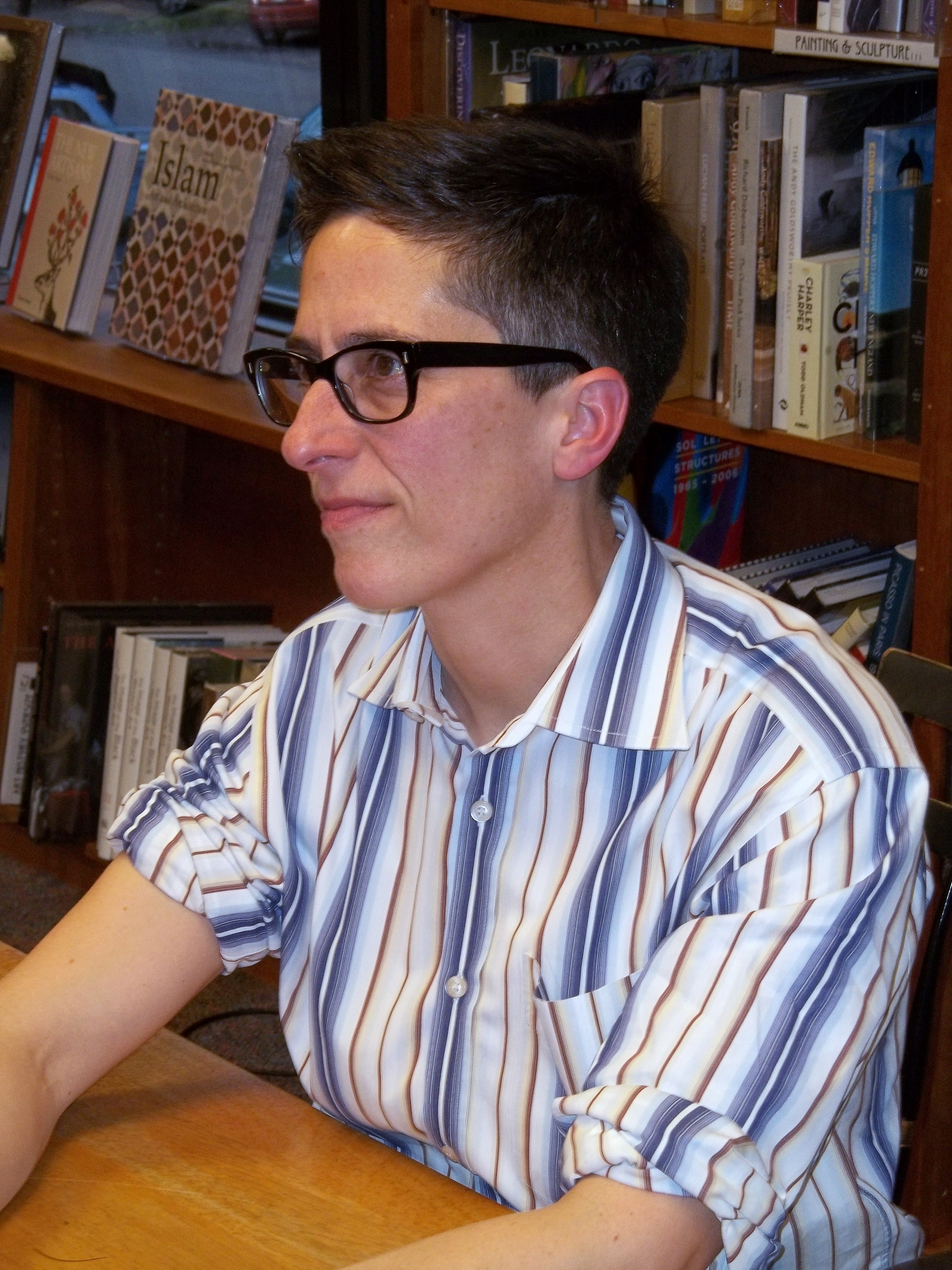
Test je pojmenován po americké karikaturistce Alison Bechdelové.

Test Bechdelové (anglicky Bechdel test; též test Bechdelové-Wallaceové, česky někdy překládáno jako Bechdel test nebo nesprávně jako Bechdelův test) je měřítkem zastoupení žen v kulturních dílech. Aby dílo test splnilo, musí v něm figurovat alespoň dvě ženy, které spolu mluví o něčem jiném než o muži. Někdy se přidává požadavek, aby bylo u obou žen známo jejich jméno.
Podle crowdsourcovaných databází a tisku tato kritéria splňuje zhruba polovina všech filmů. Splnění testu nemusí nutně ukazovat na tom, že jsou v daném díle ženy dobře zastoupeny; používá se spíše jako celkový ukazatel aktivní přítomnosti žen v celé oblasti filmu a jiných kulturních dílech a upozorňuje na jejich genderovou nerovnost. Mediální studie ukazují, že filmy, které testem projdou, mají lepší finanční výsledky než ty, které neprojdou.
Test je pojmenován po americké karikaturistce Alison Bechdelové, v jejímž komiksu Dykes to Watch Out For se v roce 1985 poprvé objevil. Bechdelová tuto myšlenku připsala své kamarádce Liz Wallaceové a spisům Virginie Woolfové. Test získal na známosti na začátku 21. století, kdy se také objevila řada jeho variant a obdob v jiných oblastech.

## Historie

### Zobrazování pohlaví v kulturních dílech
Virginia Woolfová ve své eseji A Room of One's Own z roku 1929 poznamenala o literatuře své doby podobný problém, kvůli němuž později test Bechdelové vznikl:
Říkala jsem si, že všechny ty vztahy mezi imaginárními ženami, kterých je úctyhodná řádka, jsou všechny příliš ploché. ... Snažila jsem se si vzpomenout na jakoukoliv knihu, kterou jsem kdy četla, kde by dvě ženy byly zobrazeny jako kamarádky. ... Tu a tam jsou v roli matek a dcer. Ale téměř vždy se objevují ve vztahu k nějakému muži. Bylo zvláštní si pomyslet, že všechny ty hrdinky byly až do doby Jane Austenové vnímány nejen prostřednictvím druhého pohlaví, ale dokonce jen ve vztahu k němu. A jak malá část života ženy to je...
Virginia Woolfová

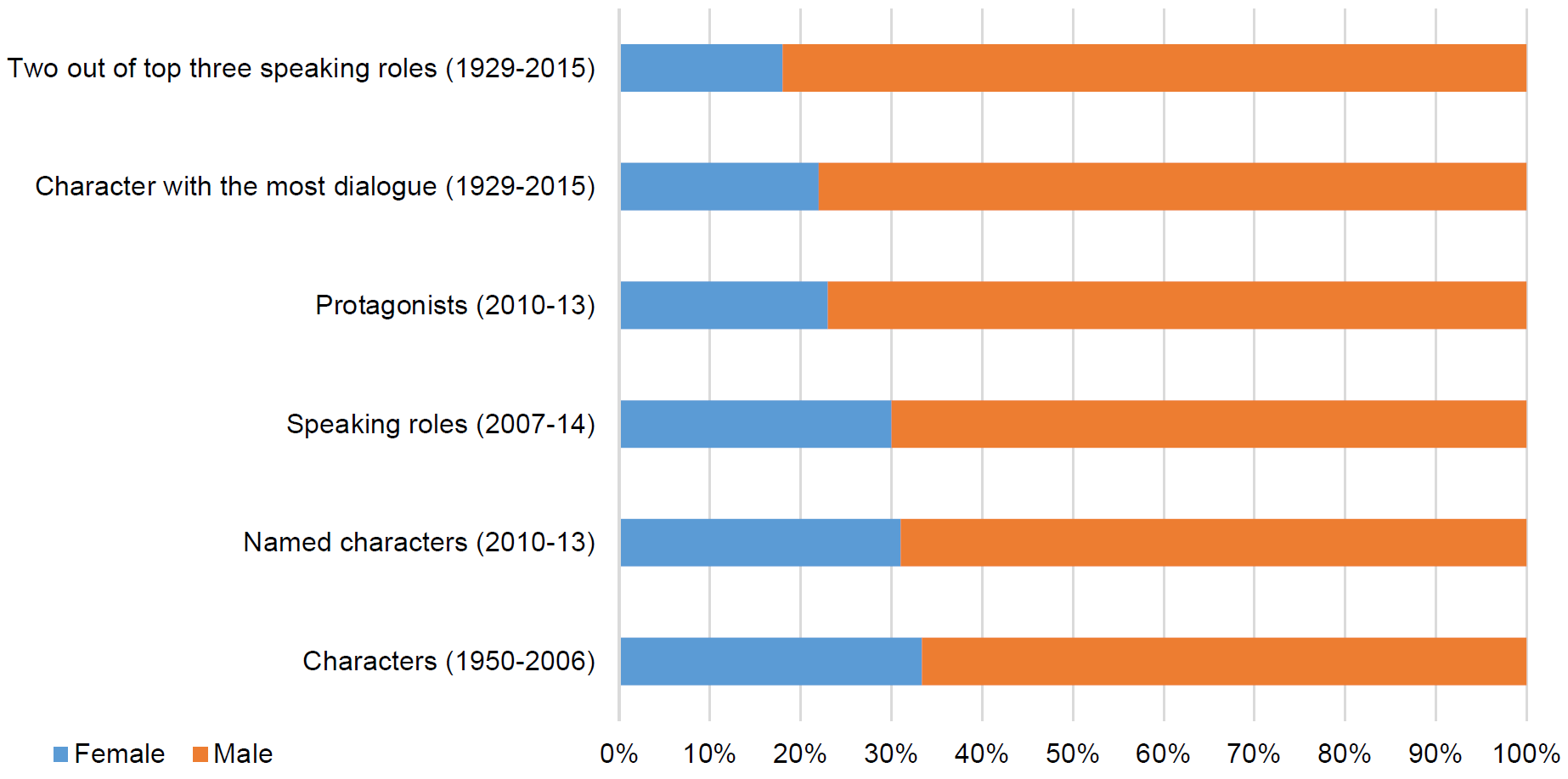
Ženské a mužské postavy ve filmu, podle čtyř studií

Studie zobrazení genderu v 855 finančně nejúspěšnějších amerických filmech z let 1950 až 2006 ukázala, že v průměru připadaly na každou ženskou postavu dvě mužské. Tento poměr se s časem neměnil. Ženské postavy byly dvakrát častěji než mužské zobrazovány v souvislosti se sexem, přičemž s časem vzrůstal podíl scén s explicitním sexuálním obsahem. Množství násilí v průběhu času rostlo u mužských i ženských postav.
Podle studie Institutu Geeny Davisové o genderu v médiích z roku 2014 bylo ve 120 filmech natočených po celém světě od roku 2010 do roku 2013 pouze 31% pojmenovaných postav ženského pohlaví a 23% filmů mělo ženskou hlavní nebo výraznou vedlejší postavu. Ženy tvořily jen 7 % režisérů. Další studie zabývající se 700 komerčně nejúspěšnějšími filmy z let 2007 až 2014 zjistila, že pouze 30% mluvících postav byly ženy. V analýze scénářů 2005 komerčně úspěšných filmů z roku 2016 zjistili Hanah Anderson a Matt Daniels, že v 82% filmů měli muži dvě ze tří nejčastěji mluvících rolí, zatímco žena měla nejvíce dialogů pouze ve 22% filmů.

### Kritéria a varianty
Pravidla nyní známá jako test Bechdelové se poprvé objevila v roce 1985 v komiksu Alison Bechdelové Dykes to Watch Out For. Ve stripu Pravidlo dvě ženy, které se podobají budoucím postavám komiksu Mo a Ginger, přemýšlejí o návštěvě kina. Jedna z nich vysvětluje, že na film se dívá, pouze pokud splňuje následující požadavky:
1. Ve filmu musí být alespoň dvě ženy,
2. které spolu mluví
3. o něčem jiném než o muži.[12][13]

Druhá žena uznává, že jde o požadavky poměrně přísné, ale dobré. Když nenajdou žádné filmy, které by požadavky splňovaly, jdou společně domů. Strip se nacházel v kontextu tématu odcizení queer žen od mainstreamového filmu a zábavy, kde tyto požadavky jsou jedinou možností, jak si představit, že jakákoli ženská postava ve filmu je také queer.
Test byl také označován jako test Bechdelové–Wallaceové (toto označení preferuje sama Bechdelová), pravidlo Bechdelové, zákon Bechdelové nebo No Movie Measure. Bechdelová sama připisuje myšlenku testu své kamarádce a sparingpartnerce v karate, Liz Wallaceové, jejíž jméno se ve stripu objevuje. Později napsala, že si je poměrně jistá, že Wallaceová se inspirovala esejí Virginie Woolfové A Room of One's Own.
Existuje několik variant testu - například to, že obě ženské postavy musí být pojmenovány nebo že film musí obsahovat celkem alespoň 60 sekund jejich vzájemné konverzace. Test se také stal předmětem zájmu akademiků z oboru datové analýzy. V červnu 2018 byl do Oxfordského anglického slovníku přidán termín Bechdel Test.
Podle Nedy Ulabyové test získal ohlas, protože „ukazuje na něco, co v populární kultuře často chybí: ne počet žen, které vidíme na obrazovce, ale hloubku jejich příběhů a rozsah témat, která řeší.“ Dean Spade a Craig Willse popsali test jako „popis toho, jak mediální reprezentace prosazují škodlivé genderové normy“ tím, že líčí vztahy žen k mužům více než jakékoli jejich jiné vztahy a životy žen jako důležité, pouze dokud se týkají mužů.

### Použití ve filmu a televizi
Ačkoliv byl podle Bechdelové test původně zamýšlen jako „malý lesbický vtip v alternativních feministických novinách“, v 10. letech 21. století jej přejal hlavní proud jako „standard, podle kterého feministická kritika hodnotí televizi, filmy, knihy, a další média". V roce 2013 jej web The Daily Dot, věnující se internetové kultuře, popsal jako „již skoro všeobecně známou zkratku pro to, jestli je film z ženského hlediska v pořádku“. Média detailně probírala to, že filmy velkých holywoodských studií, jako např. Pacific Rim (2013), v testu neobstály. V roce 2013 zařadila test Bechdelové do některých svých hodnoticích kritérií čtyři švédská kina a skandinávská kabelová televize Viasat Film, v čemž je podpořil i Švédský filmový institut.
V roce 2014 začlenil test Bechdelové do svého grantového procesu evropský podpůrný fond Eurimages jako součást snahy shromažďovat informace o rovnosti žen a mužů ve svých projektech. Vyžaduje, „aby analytici scénáře provedli jeho bechdelovskou analýzu“.
V roce 2018 začali vývojáři softwaru pro psaní scénářů tvořit funkce, které autorům umožňují analyzovat zastoupení pohlaví. Tuto funkcionalitu obsahují např. Highland 2, WriterDuet nebo Final Draft 11.

## Užití
Kromě filmů byl test Bechdelové použit i na jiná média, např. videohry nebo komiksy. Britská divadelní herečka Beth Watson zahájila v roce 2015 kampaň Bechdel Theatre, jejímž cílem je upozornit na hry, které test splňují.

### Statistiky úspěšnosti
Web bechdeltest.com provozuje uživateli spravovanou databázi přibližně 6500 filmů klasifikovaných podle toho, zda projdou testem, s přidaným požadavkem, že ženské postavy musí mít přiřazené jméno. V dubnu 2015 z klasifikovaných filmů 58 % test Bechdelové splňovalo, 10 % nesplňovalo jeden z požadavků testu, 22 % dva a 10 % nesplňovalo žádný.
Podle Marka Harrise z Entertainment Weekly by povinnost splňovat test v roce 2009 vyřadila polovinu nominovaných snímků na Oscara za nejlepší film. Když zpravodajský web Vocativ podrobil testu Bechdelové komerčně nejúspěšnější filmy roku 2013, vyhodnotil, že zhruba polovina z nich uspěla (i když některé jen pochybně) a druhá polovina selhala.
Spisovatel Charles Stross si všiml, že asi polovina filmů splňujících test jím projdou pouze díky tomu, že ženy spolu mluví o manželství nebo dětech. Díla v testu neúspěšná zahrnují i ta, která zobrazují především ženy, jsou na ženy cílena nebo v nichž se objevují výrazné ženské postavy. Televizní seriál Sex ve městě sám poukazuje na svůj vlastní neúspěch v testu replikou jedné ze čtyř hlavních ženských postav: „Jak to, že čtyři takové chytré ženy nemají o čem jiném mluvit než o chlapech? Je to jak s bankovními účty v sedmé třídě!“

### Finanční aspekty
Několik analýz ukázalo, že úspěch filmu v testu Bechdelové ukazuje i na jeho komerční úspěšnost. Redaktoři Vocativu zjistili, že filmy z roku 2013, které prošly testem, vydělaly ve Spojených státech celkem 4,22 miliardy dolarů, zatímco ty, které neprošly, jen 2,66 miliardy, což je vedlo k závěru, že pokud chce Hollywood vydělat více peněz, možná stačí „pustit na obrazovku více žen“. Studie portálu FiveThirtyEight z roku 2014 založená na datech z přibližně 1615 filmů uvedených v letech 1990 až 2013 dospěla k závěru, že medián velikosti rozpočtu filmů, které prošly testem, byl o 35 % nižší než u ostatních. Zjistila také, že filmy, které prošly testem, měly přibližně o 37 procent vyšší návratnost investice (ROI) ve Spojených státech ve srovnání s filmy, které testem neprošly, a stejnou návratnost celosvětově.
V roce 2018 analyzovaly agentury Creative Artists Agency a Shift7 údaje o příjmech a rozpočtu 350 komerčně nejúspěšnějších filmů z let 2014 až 2017 ve Spojených státech. Došly k závěru, že filmy s vedoucí ženskou rolí finančně překonaly ostatní a že filmy, které prošly testem Bechdelové (60 % studovaných filmů), překonaly ostatní výrazně. Uvedly, že testem prošly všechny filmy, které od roku 2012 vydělaly více než miliardu dolarů.

### Vysvětlení
Jako vysvětlení, proč tolik filmů projde testem Bechdelové neúspěšně, se uvádí relativní nedostatek genderové rozmanitosti mezi scenáristy a dalšími profesemi ve filmové branži, nazývaný také „celuloidový strop“: v roce 2012 byla mezi režiséry, scenáristy a producenty sta komerčně nejúspěšnějších filmů ve Spojených státech žen pouze šestina.
Filmový kritik Kyle Smith napsal v roce 2017 v americkém konzervativním časopise National Review, že důvodem nízké úspěšnosti filmů v testu Bechdelové je, že „hollywoodské filmy jsou o lidech v extrémních situacích – policisté, zločinci, superhrdinové – a to bývají muži". Podle Smithe takové filmy vytvářejí častěji muži, protože „nápady na ženské filmy“ jsou většinou o vztazích a „nejsou dost komerčně zajímavé pro hollywoodská studia“. Test Bechdelové označil za stejně nesmyslný jako test, zda film obsahuje kovboje. Smithův článek vyvolal ostrou kritiku. Alessandra Maldonadová a Liz Bourkeová napsaly, že Smith se mýlí, když tvrdí, že ženské autorky nepíšou knihy, které generují „velké filmové nápady“, přičemž jako protiklady uvedly mimo jiné Joanne K. Rowlingovou, Margaret Atwoodovou a Nnedi Okoraforovou.

## Nedostatky
Test Bechdelové pouze ukazuje, zda jsou ženy v díle přítomny do určité míry. Dílo může testem projít a přitom stále obsahovat sexistický obsah, naopak dílo s výraznými ženskými postavami může v testu selhat. Dílo může v testu selhat z důvodů, které nesouvisí s genderovou nevyvážeností, například proto, že v jeho prostředí se ženy nemohou v dostatečné míře vyskytovat (např. Jméno růže od Umberta Eca, které se odehrává ve středověkém klášteře) nebo protože má málo postav celkově (např. Gravitace, která má pouze dvě pojmenované postavy). Také není definováno, co se počítá jako postava nebo jako konverzace.
Výsledky kvantitativní analýzy děl skrz test Bechdelové závisí na tom, jak přísně je test aplikován. Pokud je například v rozhovoru, který se věnuje i jiným tématům, kdykoli zmíněn muž, není jasné, zda to znamená nesplnění podmínky testu. Další otázkou je, jak definovat začátek a konec konverzace.

## Kritika
V reakci na rostoucí všudypřítomnost ve filmové kritice byl test Bechdelové kritizován za to, že nebere v úvahu kvalitu děl, které testuje (špatné filmy jej mohou splnit, zatímco kvalitní selhat), nebo jako „hanebné spiknutí s cílem přizpůsobit všechny filmy feministickému dogmatu“. Podle Andi Zeislerové tato kritika naznačuje, že test „se používá pro účely daleko přesahující jeho původní určení. Čím chtěly Bechdelová a Wallaceová jednoduše poukázat na stereotypnost a bezmyšlenkovitou normativnost zápletek mainstreamových filmů, se postupem času stalo skoro měřítkem pro feminismus. Test měl přitom být daleko spíše jen kulturním barometrem. Zeislerová poukázala na to, že falešný předpoklad, že dílo, které projde testem, je „feministické“, může vést k tomu, že tvůrci se budou snažit „obelhat systém“ přidáním právě dostatečného počtu ženských postav a dialogu, aby dílo testem prošlo, a přitom nadále bránit dostatečnému zastoupení žen mimo zaběhnuté schematické role. Podobně kritička Alyssa Rosenbergová vyjádřila obavu, že test Bechdelové by mohl zábavnímu průmyslu posloužit jako další „fíkový list“, aby mohli „několik řádek dialogu vraženého do stočtyřicetiminutové kompilace CGI výbuchů“ prodat jako feministický výsledek.
Filmový kritik Robbie Collin z The Daily Telegraph s testem nesouhlasí, protože "staví odškrtávání políček a hromadění statistik před analýzu a porozumění", a tvrdí, že základní problém nedostatku dobře vykreslených ženských postav ve filmu vězí v diskurzu spíše než ve výsledcích filmů v testu Bechdelové. Walt Hickey z FiveThirtyEight napsal, že test neměří, zda některý film je ukázkou rovnosti žen a mužů, a že jeho splnění nezaručuje kvalitní scénář, význam nebo hloubku ženských rolí, ale „je to nejlepší test genderové rovnosti ve filmu, který máme – a co je možná ještě důležitější, jediný test, pro nějž máme data.“
Nina Power napsala, že test vyvolává otázku, zda mají kulturní díla morální povinnost zobrazovat ženy (spíše než cokoliv, co chce jeho tvůrce) a být v tom „realistická“. Napsala také, že stále není určeno, jak často projde Bechdelovým testem skutečný život a jaký na to může mít vliv kultura.

## Odvozené testy
Test Bechdelové inspiroval ostatní, zejména feministické a protiracistické kritiky a fanoušky, k formulování dalších kritérií pro hodnocení kulturních děl, částečně kvůli omezením, kterými test Bechdelové trpí. V rozhovorech vedených FiveThirtyEight navrhly ženy z filmového a televizního průmyslu mnoho dalších testů, které zahrnovaly kritéria na více žen, lepší příběhy, ženy v zákulisí tvorby a větší rozmanitost.

### Další genderové testy v kultuře

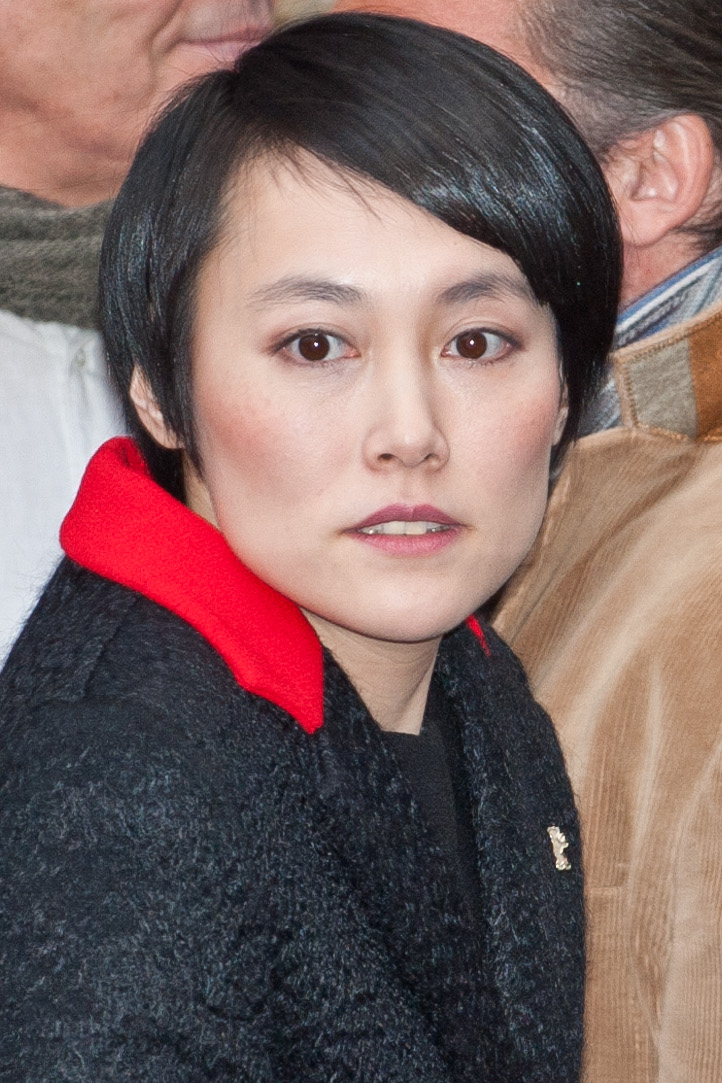
Postava Mako Mori (kterou hraje Rinko Kikuchi, na snímku) se stala inspirací pro alternativní test pro měření ženské přítomnosti v kulturních dílech.

Test Mako Mori, formulovaný uživatelem Tumblr „Chaila“ a pojmenovaný podle jediné významné ženské postavy filmu Pacific Rim (2013), zjišťuje, zda má ženská postava příběhový oblouk, který jen nepodporuje příběh mužské postavy. Komiksová autorka Kelly Sue DeConnick navrhla „test sexy pouliční lampy“: „Pokud můžete nahradit svou ženskou postavu sexy pouliční lampou a příběh stále v podstatě funguje, možná budete potřebovat další verzi příběhu.“
„Sphinx Test“ londýnské divadelní společnosti Sphinx testuje interakci žen s jinými postavami, dále na to, jak významné jsou ženské postavy v ději, jak jsou proaktivní nebo reaktivní nebo zda jsou zobrazeny stereotypně. Byl vytvořen s cílem „povzbudit autory divadelních her, aby přemýšleli o tom, jak psát více lepších rolí pro ženy“ v reakci na výzkum ukazující, že v roce 2017 bylo pro ženy psáno 37 % divadelních rolí.
Analýza Johansonové, vyvinutá filmovou kritičkou MaryAnn Johansonovou, poskytuje metodu vyhodnocení zastoupení žen a dívek ve filmech. Ačkoli byl vyvinut pro film, lze jej použít také na knihy a jiná média. Spočívá v přičítání nebo odečítání bodů na základě různých kategorií zastoupení žen. Analýza hodnotí média na základě kritérií zahrnujících základní zastoupení žen, ženskou iniciativu, moc a autoritu, pohledy mužů na ženy a otázky pohlaví a sexuality. Studie Johansonové z roku 2015 sestavila statistiky pro každý film uvedený v roce 2015 a všechny filmy nominované na Oscary v roce 2014 nebo 2015. Rovněž vyvodila závěry o ziskovosti filmů, v nichž jsou ženy dobře zastoupeny.

### Testy na jiné charakteristiky než pohlaví

#### Sexualita
„Test Vita Russa“ vytvořený LGBT organizací GLAAD testuje zastoupení LGBT postav ve filmech. Ptá se: Obsahuje film postavu, která je identifikovatelně LGBT a není výlučně nebo převážně definována svou sexuální orientací nebo genderovou identitou a zároveň je spojena s dějem takovým způsobem, že by její odstranění mělo významný dopad?

#### Rasa
Test navržený televizním kritikem Ericem Deggansem se ptá, zda film, který nemá rasové téma, má v hlavním obsazení alespoň dvě postavy jiné než bílé rasy; podobně spisovatel Nikesh Shukla navrhl test, zda „dva příslušníci etnických menšin spolu navzájem mluví déle než pět minut o něčem jiném než o rase.“ Řeč Rize Ahmeda z roku 2017 se stala základem pro Rizův test o způsobu, jakým jsou v dílech zobrazováni muslimové. Analýza Johansonové zahrnuje hodnocení filmů podle zastoupení žen jiné než bílé rasy.
Filmová kritička New York Times Manohla Dargis navrhla v lednu 2016 „Test DuVernayové“ (pojmenovaný po režisérce Avě DuVernayové), který zjišťuje, zda „Afroameričané a další menšiny mají plně prokreslené životy a neslouží jen jako křoví pro příběhy bílých.“ Jeho cílem je poukázat na nedostatek lidí jiné než bílé rasy v hollywoodských filmech prostřednictvím míry jejich důležitosti pro konkrétní film nebo nedostatku jejich blízkých vazeb na bílé herce.
Nadia a Leila Latifovy z The Guardian navrhly sérii pěti otázek:
- Obsahuje dílo dvě pojmenované postavy jiné než bílé rasy?
- Mají spolu rozhovor?
- Není mezi nimi romantické pouto?
- Mají jiný rozhovor než takový, který jen utěšuje nebo podporuje bílou postavu?
- Není alespoň jeden z nich určitě magický černoch?[78]

V roce 2018 vytvořila kulturní kritička Clarkisha Kent „The Kent Test“, podobný testu Bechdelové, ale zaměřený na ženy jiné než bílé rasy. Test byl zveřejněn na webových stránkách Equality for HER a obsahuje 6 otázek.

### Mimo kulturní díla
Test Bechdelové se také stal inspirací pro genderové testy v jiných oborech. Laurie Voss, CTO npm, navrhla test Bechdelové pro software. Zdrojový kód projde tímto testem, pokud obsahuje funkci napsanou ženskou vývojářkou, která volá funkci napsanou jinou ženskou vývojářkou. Pozornost tisku přilákalo, že americká vládní agentura 18F tímto testem zanalyzovala svůj vlastní software.
Podle testu Bechdelové také vznikl Test Ann Finkbeinerové, kontrolní seznam toho, co nemají novináři píšící o ženách ve vědě zmiňovat, aby se vyhnuli genderovým předsudkům, a Test Danielle Kranjec, který zkoumá, zda je v dané studii tóry nejsou použity pouze zdroje napsané muži.